# K65UP

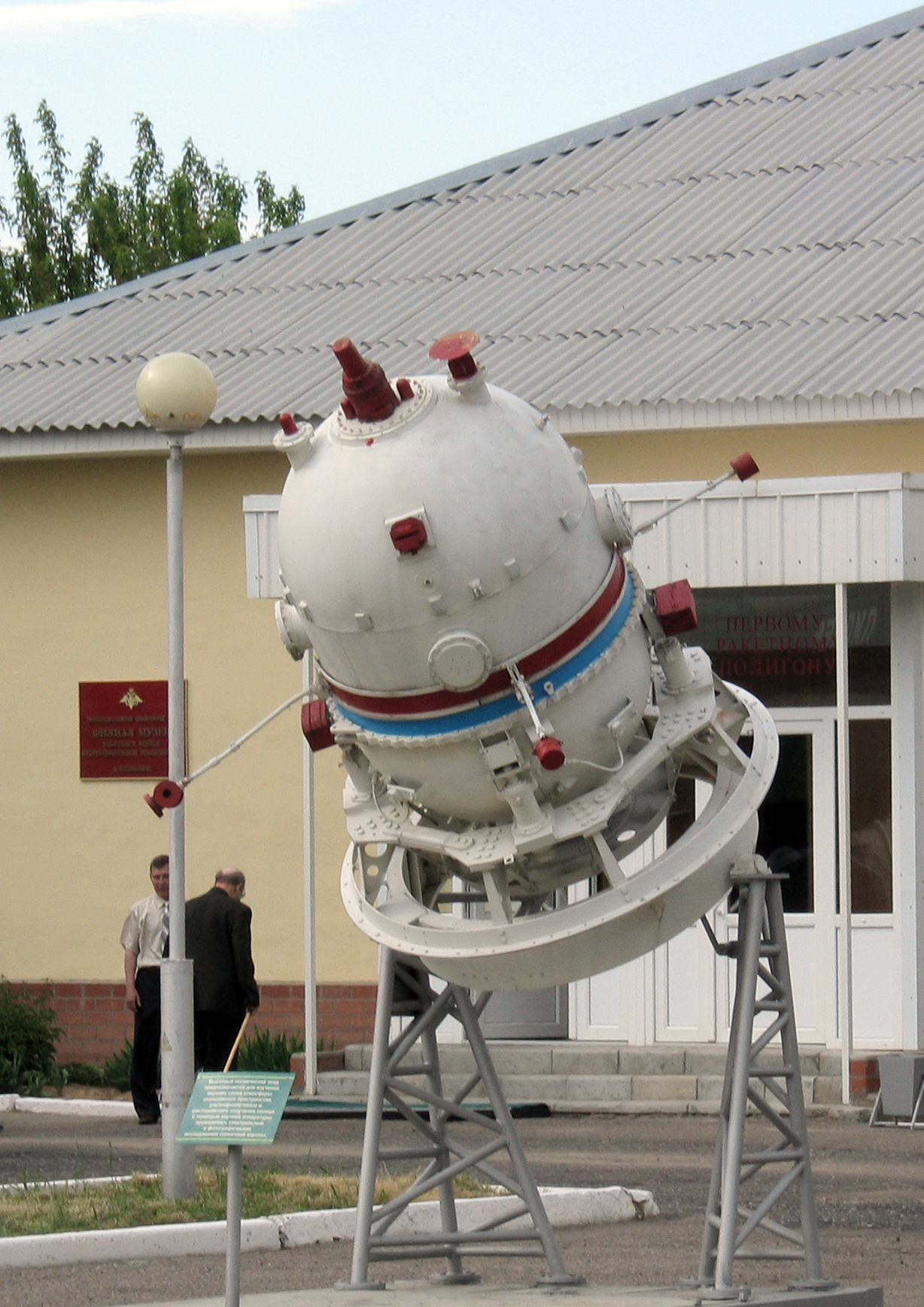
A K65UP rakétán használt nem visszatérő típusú (VZA) szonda Kapusztyin Jar rakétalőtéren kiállítva

A K65UP, más jelzéssel R–14V, vagy V–14V szovjet, egyfokozatú, folyékony hajtóanyagú geofizikai rakétaszonda, mely az R–14U (GRAU-kódja: 8K65U) közepes hatótávolságú ballisztikus rakétán alapul. 1973–1983 között 25 darabot indítottak Kapusztyin Jarból. Két indítás sikertelen volt, kilenc pedig az Interkozmosz együttműködés keretében a Vertyikal programban történt.

## Története
A rakétaszondát az omszki Poljot Termelési Egyesülés fejlesztette ki a Juzsnoje tervezőirodában Mihail Jangel vezetésével tervezett és a Juzsmas (ma: Pivdenmas) által gyártott egyfokozatú R–14U közepes hatótávolságú interkontinentális ballisztikus rakétából. A rakétához többféle szondát alkalmaztak, volt visszatérő (VZA–SZ) és vissza nem térő (VZA és VZA–N) magassági atmoszféra-szonda, melyek a légkör felső rétege és az ionoszféra, valamint a kozmikus sugárzás tanulmányozására szolgáló műszerekkel voltak felszerelve. Utóbbiak a KAUR I műholdplatform nyomásálló műszertartályán alapultak.
A rakéták indításához 1972-ben Kapusztyin Jar rakétakísérleti lőtéren átépítették a 108-as számú, 8P865 típusú indítóberendezést.
A nem visszatérő szondákat 500 és 1500 km magasságba juttatták fel. A szondák 130–150 km magasságban váltak le a hordozórakétáról. Ezt követően egy giroszkópos rendszer stabilizálta a repülést és a napsugárzást mérő érzékelőt a Napra irányította.
A visszatérő szondák kb. fél méter átmérőjűek, gömb alakúak voltak és 500 km magasságban indították őket. Ezekkel a szondákkal a nap UV- és röntgensugárzását mérték. A 860 kg tömegű visszatérő szondák ejtőernyővel tértek vissza a Földre. A visszatérő szondák repülését a rakétától való elválás után szintén stabilizálták, ehhez a szonda gázsugár-kormányokkal rendelkezett.
A későbbi indításoknál Fon típusú magassági szondát használtak.

## Indítások
A K65UP típusú rakéta első indítására 1973. augusztus 17-én, helyi idő szerint 18.45-kor került sor a Kapusztyin Jar rakétakísérleti lőtérről. 1973–1983 között összesen 25 indítást hajtottak végre, mindegyiket Kapusztyin Jarból. Két indítás sikertelen volt.
Az Interkozmosz együttműködés keretében Vertyikal néven indított K65UP rakétaszondák:
- Vertyikal–3 – 1975. szeptember 2.
- Vertyikal–4 – 1976. október 14.
- Vertyikal–5 – 1977. augusztus 30.
- Vertyikal–6 – 1977. október 25.
- Vertyikal–7 – 1978. november 3.
- Vertyikal–8 – 1979. szeptember 29.
- Vertyikal–9 – 1981. augusztus 28.
- Vertyikal–10 – 1981. december 21.
- Vertyikal–11 – 1983. október 20.